# The Maiden Heist
The Maiden Heist é um filme americano de comédia lançado em 2009, dirigido por Peter Hewitt e estrelado por Morgan Freeman, Christopher Walken, William H. Macy e Marcia Gay Harden.

## Elenco
- Christopher Walken como Roger
- Morgan Freeman como Charles
- William H. Macy como George
- Marcia Gay Harden como Rose
- Breckin Meyer como o outro pintor